# Siyabonga Nhlapo
Siyabonga Nhlapo (sinh ngày 23 tháng 12 năm 1988) là một tiền vệ bóng đá người Nam Phi thi đấu cho Supersport United FC ở Premier Soccer League.